# 히가시후타미역
히가시후타미역(일본어: 東二見駅, ひがしふたみえき)은 일본 효고현 아카시시에 있는 산요 전기철도 본선의 역이다. 역 번호는 SY 25이다.

## 역 구조
섬식 승강장 3면 5선의 교상역이다. 정기권 발매소, 코인 락커(개찰 외), 프렌즈 숍(역매점)이 있다. 개찰구는 1곳만 존재한다. 남북 양쪽으로 출입구가 있다.
개찰구와 승강장 및 역 입구를 잇는 엘리베이터가 2008년 6월에 완성되었다. 또한, 역 주변도 주정차장과 시영 유료 주차장 등이 정비되어, 시 서쪽 관문으로 배리어 프리화가 진행되고 있다. 과거에는 주차장이 없어 역 주변에 방치 자전거가 다수 있었으며, 문제가 되었지만 개선되었다.
2011년 겨울, 역 남쪽에 옛 하마 국도의 육교가 히가시후타미 역 교상역사와 직결되어 단장되었다.

### 승강장
| 1・2 | ■ 본선(하행) | 다카사고・히메지・아보시 방면 |
| 3・4 | ■ 본선(상행) | 아카시・산노미야・오사카 방면 |
| 5    | ■ 본선(상행) | (차량 교환 시 환승 플랫폼)    |

- 내측 2선(2,3번 선)이 주로 본선, 외측 2선(1,4번 선)이 대피선이다.
- 4번 선의 궤도는 3,4번 및 5번 승강장에 끼고 있다. 5번 승강장은 역사에서 이어지지 않아 통상으로는 들어가지 못하고, 일부 상행 보통 열차가 본 역에서 차량 교환을 할 때만 사용된다. 그 때, 본 역 저녁이 된 교환 전 열차가 4번 선에 들어가 문을 개방한 뒤 차고에서 발차한 5번 선에 입선한 교환처의 열차와 연결한다. 이 경우, 본 역에서 승객은 4번 선의 본 역 저녁 열차를 뚫고 5번 플랫폼에서 열차를 승차하게 된다.
- 1,2번 선에서는 고베 방면으로, 3,4번 선에서 히메지 방면으로 출발도 가능하지만 현행 다이아에서는 설정이 없다.
- 상행 열차가 히가시후타미 차고에 입고하는 경우에는 4번 선에 입선한다.

## 역 주변
역 남쪽(하마 측)은 옛날 그대로의 어촌의 숨결이 베어 있는 거리이다.
- 아카시 시 후타미 시민 센터
- 아카시 시립 후타미 유치원
- 아카시 시립 후타미 어린이집
- 아카시 시립 후타미 초등학교
- 미쿠리야 신사
- 즈이오사
- 아카시 해변 공원
- 아카시 해변 수영장
- 히가시후타미 피싱 센터
- 후타미 보트 파크
- 후타미 우체국
- 아카시 히가시후타미 우체국
- 후타미 종합 시장
- 토호 스토어 히가시후타미점
- 마루아이 히가시후타미점
- 국도 제250호선
- 효고 지방 도로 718호 아카시타카사고 선(옛, 국도 제250호선)
- 아카시 시립 후레아이 프라자 아카시니시
- 미나토 은행 후타미 지점
- 효고 현 아카시 경찰서 히가시후타미 파출소

## 역사
- 1923년 8월 19일: 고베히메지 전기철도 개통과 동시에 설치. 개통 당초에는 가코군 후타미 정이었다.
- 1927년 4월 1일: 우지가와 전기에 의한 합병으로 본 회사의 역이 됨.
- 1933년 6월 6일: 우지가와 전기 철도 부문이 분리되어 산요 전기철도의 역이 됨.
- 1940년: 현재 위치로 이전.
- 1948년 3월 1일: 전후 다시 설정된 급행(1984년 설정 소멸)의 정차역이 됨.
- 1953년 10월 1일: 특급 정차역이 됨.

## 인접역
| 산요 전기철도 ■ 본선                     | 산요 전기철도 ■ 본선         | 산요 전기철도 ■ 본선             |
| ---------------------------------------- | ---------------------------- | -------------------------------- |
| 시·종착역                                | ■ 특급(다카사고 방향만 운행) | 다카사고 SY 31 산요히메지 방면   |
| SY 17 산요아카시 우메다・니시다이 방면   | ■ 직통특급                   | 다카사고 SY 31 산요히메지 방면   |
| SY 20 후지에 우메다・니시다이 방면       | ■ S특급                      | 니시후타미 SY 26 산요히메지 방면 |
| SY 24 산요우오즈미 우메다・니시다이 방면 | ■ 보통                       | 니시후타미 SY 26 산요히메지 방면 |